# Distretto di Ta Phraya
Il distretto di Ta Phraya (in thailandese: ตาพระยา) è un distretto (amphoe) della Thailandia, situato nella provincia di Sa Kaeo.